# Hypercompe cunegunda
Hypercompe cunegunda är en fjärilsart som beskrevs av Pal. 1805 [1811. Hypercompe cunegunda ingår i släktet Hypercompe och familjen björnspinnare. Inga underarter finns listade i Catalogue of Life.